# 乐群社会堂
乐群社会堂（苏州宫巷堂）位于江苏省苏州市古城中心的宫巷，是美南监理会在苏州建造的3座主要教堂之一（另外2座是天赐庄苏州圣约翰堂和养育巷救世堂（位于城内养育巷慕家花园口，现为文物保护单位。）。始建于1891年。1921年由美国传教士项烈和华人牧师沙定淮扩建，因为兼办社会服务工作，改名为乐群社会堂。1934年宫巷拓宽成马路，教堂后退4米，原有大门、二门被拆。现在建筑面积2458平方米。1966年，文革开始，苏州红卫兵总部占据乐群社会堂。此后直到21年后的1987年，占用教堂的教育局、卫生局迁走，乐群社会堂改名基督教宫巷堂恢复开放。